# 松崎万長

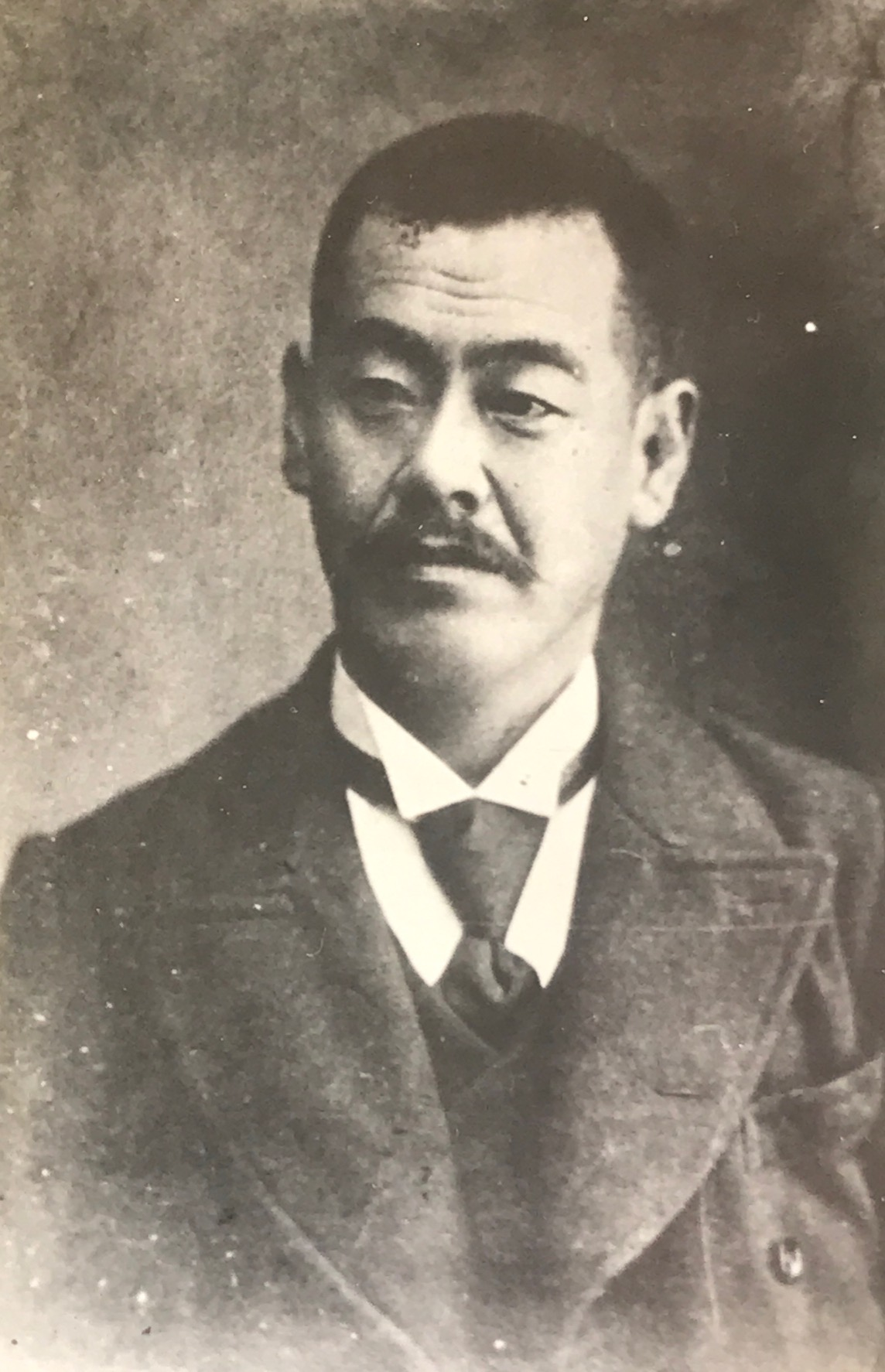
松ヶ崎萬長

松崎 万長（まつがさき つむなが、安政5年10月13日〈1858年11月18日〉 - 大正10年〈1921年〉2月3日）は、明治時代に活躍した日本の建築家、華族（男爵）。ドイツスタイルの建築を得意とした。松ヶ崎 萬長とも表記される。

## 経歴
安政5年（1858年）10月13日、堂上公家・堤哲長の次男として京都・二階町に生まれる。甘露寺勝長の養子となる。幼名は延麿（別名・高丸）。弟に亀井茲明がいる。
孝明天皇の御児だったため、慶応3年（1867年）10月、その遺詔により堂上に列せられ、翌11月に松崎家を創設した。明治2年（1869年）には30石3人扶持を賜った。
明治4年（1871年）12月、岩倉使節団に加わり、ドイツ（当時のプロイセン）に渡り、明治16年（1883年）から2年間、ヘルマン・エンデのもと、ベルリン工科大学で建築学を学んだ。明治17年（1884年）7月、男爵を賜り、同年12月、帰国。
明治18年（1885年）4月に皇居造営事務局御用掛、同19年（1886年）に内閣臨時建築局工事部長として官庁集中計画に携わり、留学の経験を生かし、ドイツから建築家のエンデとヴィルヘルム・ベックマンを招聘するとともに、職人たちのドイツ留学を手助けした。
明治19年（1886年）3月15日、辰野金吾、河合浩蔵、妻木頼黄とともに造家学会（のちの日本建築学会）の創立委員となり、設立に貢献した。なお、造家学会創立委員会は、同年3月20日に松崎邸で開催された。
明治26年（1893年）3月、裁判所から家資分散の宣告を受け、同29年（1896年）10月22日、爵位を返上した。爵位の返上は経済的な理由と考えられる。
明治34年（1901年）5月に仙台に転居し、仙台の七十七銀行本店の設計などにもあたった。
明治40年（1907年）、台湾総督府鉄道局に勤務するため、日本を離れ基隆駅や新竹駅などの建築にあたった。大正10年（1921年）2月3日、東京府で死去。
二男三女の子女あり。

## 系譜
- 父：堤哲長（1828-1869）
- 母：不詳
- 養父：甘露寺勝長
- 妻：不詳
- 子女は2男3女

## 作品
| 名称               | 年     | 所在地                   | 国   | 状態       | 備考                                     |
| ------------------ | ------ | ------------------------ | ---- | ---------- | ---------------------------------------- |
| 柴田承桂邸         | 1886年 | 東京市・市ヶ谷加賀町     | 日本 | 現存せず   |                                          |
| 青木周蔵邸         | 1886年 | 東京市・麹町区上二番町15 | 日本 | 現存せず   |                                          |
| 同上付設舞踊場     | 1886年 | 東京市・麹町区上二番町15 | 日本 | 現存せず   |                                          |
| 桂太郎(陸軍次官)邸 | 1887年 | 東京市・青山北町         | 日本 | 現存せず   | 設計                                     |
| 旧青木家那須別邸   | 1888年 | 栃木都県那須塩原市       | 日本 | 重要文化財 | 青木周蔵の別荘                           |
| 精進湖ホテル       | 1895年 | 現・山梨県西八代郡       | 日本 | 現存せず   | 建築主：イギリス人H・S・ホイットウォーズ |
| 七十七銀行本店     | 1903年 | 宮城県仙台市             | 日本 | 現存せず   |                                          |
| 台北西門市場       | 1908年 | 台北市                   | 台湾 |            | 現・西門紅楼                             |
| 台湾鉄道ホテル     | 1908年 | 台北市                   | 台湾 | 現存せず   |                                          |
| 基隆駅             | 1912年 | 基隆市                   | 台湾 | 現存せず   |                                          |
| 新竹駅             | 1913年 | 新竹市東区               | 台湾 |            |                                          |
| 大稻埕公學校       | 1917年 | 台北市                   | 台湾 | 現存せず   |                                          |
| 台中公会堂         | 1918年 | 台中市                   | 台湾 | 現存せず   |                                          |